# (32244) 2000 OK43
2000 OK43 (asteroide 32244) é um asteroide da cintura principal. Possui uma excentricidade de 0.08445170 e uma inclinação de 15.19397º.
Este asteroide foi descoberto no dia 30 de julho de 2000 por LINEAR em Socorro.